# Darío Villalba
Pour les articles homonymes, voir Villalba.
Darío Villalba Flores, né à Saint-Sébastien le 22 février 1939 et mort le 16 juin 2018 à Madrid, est un peintre espagnol. 

## Biographie
Étudiant à l'École des beaux-arts San Fernando de Madrid, puis, au début des années 1950, à l'université Harvard (Boston), Darío Villalba vit aux États-Unis jusqu'en 1954.
En 1956, il représente l’Espagne aux Jeux Olympiques d'Hiver à Cortina d'Ampezzo en patinage artistique.
En 1957, Darío Villalba se consacre à la peinture. L'année suivante, il travaille à Paris dans l'atelier d'André Lhote.
À partir des années 1970, il réalise des photographies noir et blanc de grand format composées de personnages très expressifs et émotifs. Son usage de la photographie comme élément pictural le porte à s'orienter vers les collages.
Il vit à Madrid.

## Prix
- 1973 : prix International de la Peinture de la XIIe Biennale de Sao Paulo (Brésil)
- 1979 : prix International du Jurado, XIIIe Biennale d'Art Graphique, Ljubljana (Yougoslavie)
- 1981 : prix Cáceres de Peinture
- 1983 : prix national d'arts plastiques[3]
- 2002 : médaille d'or du mérite des beaux-arts par le ministère de l'Éducation, de la Culture et des Sports espagnol[4]